# Sun Huizi
Sun Huizi (em chinês:  孙 惠子; Pequim, 11 de junho de 1990) é uma jogadora de polo aquático chinesa.

## Carreira
Sun disputou duas edições de Jogos Olímpicos pela China: 2008 e 2012. Em ambas as ocasiões finalizou a competição no quinto lugar.